# San Giovanni Bianco
Pour les articles homonymes, voir Bianco (homonymie) et San Giovanni.
San Giovanni Bianco est une commune italienne de la province de Bergame, dans la région Lombardie.

## Culture

### Musées
- La Maison d'Arlequin est un musée consacré au célèbre personnage de la commedia dell'arte Arlequin, situé dans le bourg médiéval d'Oneta, une frazione de San Giovanni Bianco.

## Administration
| Période                                  | Période | Identité | Étiquette | Qualité |
| ---------------------------------------- | ------- | -------- | --------- | ------- |
|                                          |         |          |           |         |
| Les données manquantes sont à compléter. |         |          |           |         |

### Hameaux
Alino, Cà Boffelli, Fuipiano al Brembo, Oneta,  Roncaglia, San Gallo, Costa San Gallo, Cornalita, San Pietro d'Orzio, Costa Albana, Pianca, Sentino, Costa Lupi, Foppo, Pradavalle, Grabbia, Camerata Bassa, Portiera, Località Schiava, Località Callameri

### Communes limitrophes
Camerata Cornello, Dossena, Gerosa, Lenna, San Pellegrino Terme, Taleggio.

## Personnalités liées à la ville
- Davide Astori, footballeur, y est né en 1987.